# Itoplectis lavaudeni
Itoplectis lavaudeni är en stekelart som beskrevs av André Seyrig 1932. Itoplectis lavaudeni ingår i släktet Itoplectis och familjen brokparasitsteklar. Inga underarter finns listade i Catalogue of Life.